# Evan Mathis
Evan Bradley Mathis (Birmingham, 1º novembre 1981) è un ex giocatore di football americano statunitense che ha militato nel ruolo di offensive guard nella National Football League (NFL). Fu scelto nel corso del terzo giro (79º assoluto) del Draft NFL 2005 dai Carolina Panthers. Al college ha giocato a football all'Università dell'Alabama.

## Carriera professionistica
Mathis fu scelto dai Carolina Panthers nel terzo giro del Draft 2005, rimanendovi fino alla stagione 2007. Iniziò la stagione 2008 nel roster dei Miami Dolphins ma nel corso dell'anno passò ai Cincinnati Bengals. Con essi rimase fino alla stagione 2010, non concedendo alcun sack nelle stagioni 2009 e 2010.
Nel 2011, Mathis firmò con i Philadelphia Eagles un contratto di cinque anni del valore di 25,5 milioni di dollari. Nelle stagioni 2011 e 2012 fu classificato dal sito Pro Football Focus, che analizza e stila una graduatoria per ogni singola giocata di ogni atleta, come la migliore guardia di tutta la lega. Nel 2013 fu convocato per il suo primo Pro Bowl e inserito nel First-team All-Pro dall'Associated Press, con gli Eagles che tornarono ai playoff dopo due anni di assenza. Fu inoltre votato all'88º posto nella NFL Top 100 dai suoi colleghi.
Nel 2014, Mathis riuscì a disputare solamente nove partite a causa degli infortuni ma fu comunque convocato per il suo secondo Pro Bowl dopo la rinuncia dell'infortunato Jahri Evans.
Il 25 agosto 2015, Mathis firmò un contratto annuale del valore di 4 milioni di dollari coi Denver Broncos con cui quell'anno vinse il Super Bowl 50 contro i Carolina Panthers dove partì come titolare.
Il 16 marzo 2016, Mathis firmò un contratto di un anno con gli Arizona Cardinals con cui passò l'ultima stagione della carriera.

## Palmarès

### Franchigia
- Super Bowl : 1

Denver Broncos: 50
- American Football Conference Championship: 1

Denver Broncos: 2015

### Individuale
- Convocazioni al Pro Bowl: 2

2013, 2014
- First-team All-Pro: 1

2013